# نايجل بوقارد
نايجل بوقارد (بالإنجليزية: Nigel Boogaard)‏ (14 أغسطس 1986 بسيدني في أستراليا - ) هو لاعب كرة قدم أسترالي في مركز الدفاع. شارك مع منتخب أستراليا تحت 17 سنة لكرة القدم ومنتخب أستراليا الوطني لكرة القدم تحت 23 سنة. أما مع النوادي، فقد لعب مع سنترال كوست مارينرز ونادي أديلايد يونايتد ونيوكاسل يونايتد جتس ونيوكاسل يونايتد وCentral Coast United FC ‏ ونيوكاسل بريكرز.